# Sekime-Takadono (métro d'Osaka)
Sekime-Takadono (関目高殿駅, Sekime-Takadono-eki) est une station du métro d'Osaka sur la ligne Tanimachi, située dans l'arrondissement de Asahi à Osaka.

## Situation sur le réseau
La station Sekime-Takadono est située au point kilométrique (PK) 5,1 de la ligne Tanimachi.

## Histoire
La station a été inaugurée le 6 avril 1977.

## Services aux voyageurs

### Accès et accueil
La station est ouverte tous les jours.

### Desserte
- Ligne Tanimachi :
  - voie 1 : direction Yaominami
  - voie 2 : direction Dainichi

### Intermodalité
La gare de Sekime (ligne principale Keihan) et la station de métro Sekime-Seiiku (ligne Imazatosuji) sont situées à proximité.